# Sekulariseringen i Sverige
Sekulariseringen i Sverige avser främst frigörelsen från kristendomen. I juridisk mening avses utvecklingen mot en sekulär stat, utan religiös bindning. Religionen övergår från samhälleligt påbud till privat uppfattning. Individen överlåts att på egen hand forma sin världsbild. För Sverige har följden blivit att allt fler saknar religiös tillhörighet, konfession. 

## Historik

### Vasatiden
Reformationen under vasatiden innebar att Svenska kyrkan övergav katolicismen och istället blev evangelisk-luthersk. Bakom reformationen fanns både politiska och religiösa motiv. Gustav Vasa, en av de främsta pådrivarna, hade en vilja till ökat oberoende från Rom. Med reformationen grep staten tillfället att driva in egendomar från kyrkan. Religiöst innebar reformationen, med Laurentius Andreæ och Olaus Petri som svenska uttolkare, en avmystifiering av kristendomen, eftersom den lutherska läran inte involverar de tre äldsta kännetecknen hos de heliga - miraklet, magin och mysteriet - som i katolicismen.  
Mässorna gick från att hållas på latin till att hållas på nationella språk. Då bibeln översattes till svenska fick fler möjlighet till egna bibelstudier och uttolkningar - men även möjlighet att ifrågasätta bibelns innehåll. 

### Upplysningstiden

En av de första faktaböckerna som beskrev världen ur ett naturvetenskapligt perspektiv istället för ett kristet. Utgiven 1751-1777.

Upplysningstiden under 1700-talet kännetecknas av de stora framstegen inom naturvetenskap. När skeenden belades vetenskapligt framstod världen mindre mystisk än förut. Kyrkan som länge haft tolkningsföreträde ifrågasattes, när den motbevisades om saker den lärt ut. Naturvetenskapliga forskare som Isaac Newton klarlade att påvisbara naturvetenskapliga lagar styr jorden - ingen Gud. 

### Industrialiseringen
Det finns ett samband mellan minskat religiöst engagemang hos befolkningen och urbanisering.  Industrialiseringen på 1800-talet och början av 1900-talet medförde urbanisering i stor skala, därigenom bättre materiella villkor för folkflertalet. Samtidigt bröts många gamla, kollektivt påbjudna livsmönster. Inflyttningen till städer och municipalsamhällen gav större individuell frihet. Därtill bidrog nya lagar. Under första hälften av 1800-talet avskaffades tvånget att regelbundet besöka statskyrkans gudstjänster, liksom förbudet för andra än statskyrkans präster att leda gudstjänster.     
På 1860-talet infördes borgerliga kommuner, vilka övertog samhällsuppgifter som statskyrkan hade haft. I takt med att nya industriorter utvecklades på avstånd från kyrkbyarna, hamnade statskyrkan ännu mer i bakvatten. Alltfler slutade att besöka högmässan eller andra gudstjänster. En del valde medlemskap i någon framväxande frikyrka, men ännu fler tappade kontakten med den kristna tron. Medlemskap i  Svenska kyrkan eller något annat trossamfund förblev likväl lagstadgat fram till 1951.    

## Nuläget
I olika mätningar rankas Sverige regelmässigt som ett av världens mest sekulariserade länder.  Ändå var 57,7% av Sveriges befolkning medlemmar i Svenska kyrkan 2018, fastän medlemskapet har varit helt frivilligt sedan 1951. Andelen i Svenska kyrkan minskar dock för varje år, en process som påskyndades med kyrkans skiljande från staten 2000. År 2008 var andelen medlemmar i Svenska kyrkan 72,9% av befolkningen och år 2018 var andelen 57,7% vilket motsvarar en ungefärlig minskning med 15%. År 2020 hade anslutningsgraden sjunkit till 55%.  

### Lagar som motverkat eller medverkat

#### Successionsordningen
Successionsordningen är Sverige äldsta nu gällande grundlag, utfärdad år 1810 av riksdagen. Grundlagen reglerar tronföljden till den svenska tronen, alltså vem som har rätt till att bli drottning eller kung i Sverige. Enligt 4 § av successionsordningen ska vederbörande alltid vara av den rena evangeliska läran. En medlem av kungliga familjen som ställer sig utanför Svenska kyrkan ska uteslutas från successionsrätten. Faktiskt gäller denna lag alltjämt. 

#### Religionsfrihetslag
År 1951 fastslog riksdagen religionsfrihetslagen. Som namnet antyder så blev det därmed fritt att tillhöra och utöva sin religion. Ingen var längre skyldig att tillhöra något trossamfund.

#### Skolreformer
Trots att idén om en konfessionslös skola tidigt hade väckts i Sverige, förblev svensk skolundervisning länge starkt influerad av kristendomen. Skolämnet kristendom fanns från 1919 till 1955, därefter namnändrat till kristendomskunskap. Fram till 1962 innebar ämnet att lära ut kristna värderingar och lägga grund till en kristen livsåskådning. 1962 fastslog riksdagen att skolan skulle övergå till en konfessionslös undervisning. Ämnet kristendomskunskap fick som uppgift att enbart orientera eleverna om den kristna tron. Undervisningen skulle upphöra att lägga grunden till en kristen livsåskådning. Namnändring till religionskunskap infördes 1965 i läroplanen för gymnasieskolan och 1969 i läroplanen för grundskolan. 

### Religionsförändring
Den tyske filosofen och sociologen Max Weber formulerade en teori om sekularisering under tidigt 1900-tal. Han hävdade att religionens roll skulle minska i takt med samhällets allmänna välståndsutveckling, för att så småningom försvinna. Slutligen skulle ingen längre efterfråga religion för att få mening i tillvaron. Webers teori har senare ifrågasatts. I Sverige har religionens roll visserligen avtagit, men också blivit en annan. En religionsförändring har inträffat. Kyrkan går från att vara institutionaliserad till att ge en känsla av samhörighet över de annars vardagliga gränser, som särar olika grupper och individer i samhället.     
Detta upplevs vid en katastrof eller dramatisk händelse, då kyrkan får en större betydelse i det offentliga rummet. Ett exempel är september 1994 då Estonia sjönk utanför finska viken. Kyrkan blev en trygg mötesplats att besöka för att bearbeta kollektiv sorg eller ha möjligheten att tända ett ljus i en kyrka. Vid sådana katastrofer läggs radio- och tv-program om för att direktsända gudstjänster. I en Sifo-undersökning från 1994 instämde 89 procent av svenska folket helt eller delvis i påståendet: "Estoniakatastrofen visar att Svenska kyrkan i vissa situationer kan vara viktig också för dem som inte är religiösa". Kyrkan kan då anses som en viktig resurs i samhället för sammanhållning även för de som inte är religiösa.     
Vad som ändå talar för Webers teori om sekularisering är att svenska kyrkans medlemsantal sjunkit stadigt sedan millennieskiftet. Från att anslutningsgraden i början av 1970-talet låg  på cirka 95% av befolkningen, ligger den idag - 2020 - på 55%. Att färre svenskar låter döpa sina barn får på sikt stor betydelse. Denna utveckling tilltog då covid19-pandemin bröt ut. Kyrkostatistik visar att dopen under 2020 minskade med 32 % jämfört med året innan. Konfirmationsstatistiken inom Svenska kyrkan visar att drygt 24 procent av alla 15-åringar konfirmerade sig år 2017. Detta är en kraftig minskning från 51 procent av 15-åringarna 1995 och hela 80 procent år 1970.      
Samtidigt som svenskar i allt lägre grad har en gudstro eller tillhör ett trossamfund, tror ungefär hälften på andar och högre väsen, vilket är högt även i ett europeiskt sammanhang. Att ha sin egen tro, oberoende av ett trossamfund, är också ett uttryck för sekularisering.